# Даніель Понсе де Леон
Даніель Понсе де Леон (ісп. Daniel Ponce de León; 27 липня 1980, Куаутемок, Чіуауа) — мексиканський професійний боксер, чемпіон світу за версією WBO (2005—2008) в другій легшій вазі і за версією WBC (2012—2013) в напівлегкій вазі, призер Панамериканських ігор.

## Аматорська кар'єра
На Панамериканських іграх 1999 завоював бронзову медаль, програвши у півфіналі Хосе Наварро (США) — 8-12.
На Олімпійських іграх 2000 програв у першому бою Володимиру Сидоренко (Україна) — 8-16.

## Професіональна кар'єра
2001 року дебютував на професійному рингу. 29 жовтня 2005 року він переміг Сода Кокієтгіма (Таїланд) і завоював титул чемпіона світу за версією WBO в другій легшій вазі. Провів сім успішних захистів. 7 червня 2008 року вийшов на бій проти пуерториканського боксера Хуана Мануель Лопеса і, пропустивши потужний хук в щелепу, зазнав поразки технічним нокаутом у першому раунді, втративши звання чемпіона.
Перейшовши до напівлегкої ваги, Даніель Понсе здобув сім перемог і 5 березня 2011 року вийшов на бій проти американця Едріена Бронера за вакантний титул інтерконтинентального чемпіона за версією WBO у другій напівлегкій вазі. Бій завершився поразкою мексиканця.
10 вересня 2011 року зазнав дострокової поразки від кубинця Юріоркіса Гамбоа в другій напівлегкій категорії, після чого повернувся до напівлегкої ваги. 15 вересня 2012 року, здобувши перемогу одноголосним технічним рішенням у восьмому раунді, Даніель Понсе відібрав у співвітчизника Джонні Гонсалеса титул чемпіона світу за версією WBC в напівлегкій вазі. В наступному бою 4 травня 2013 року проти ще одного співвітчизника Абнера Мареса втратив титул, програвши технічним нокаутом в дев'ятому раунді.
15 березня 2014 року Даніель Понсе вдруге вийшов проти Хуана Мануель Лопеса за вакантний титул інтерконтинентального чемпіона за версією WBO у другій напівлегкій вазі і знов зазнав поразки технічним нокаутом у другому раунді.